# Amir Albazi
Amir Albazi (Bagdad, Irak; 27 de octubre de 1993) es un artista marcial mixto iraquí que actualmente compite en la categoría de peso mosca de Ultimate Fighting Championship (UFC). Desde el 27 de febrero de 2024, está en la posición #3 del ranking de peso mosca de UFC.

## Carrera de artes marciales mixtas
Albazi hizo su debut profesional en World Ultimate Full Contact 15, derrotando a Pavlo Kulish en 59 segundos por sumisión. Acumuló una recha de victorias de 8 peleas antes de firmar con Bellator, donde extendió su racha de victorias a 10 luego de derrotar a Jamie Powell y a Iurie Bejenari. La primera derrota profesiona de Albazi ocurrió ante José «Shorty» Torres en la promoción Brave Combat Federation. En su siguiente pelea Albazi derrotó a Ryan Curtis en BRAVE CF 29.

### Ultimate Fighting Championship
Albazi hizo su debut en UFC en corto aviso el 18 de julio de 2020, contra Malcolm Gordon en UFC Fight Night: Figueiredo vs. Benavidez 2. Albazi derrotó a Gordon por sumisión en el primer asalto.
Albazi estaba programado para enfrentar a Raulian Paiva el 31 de octubre de 2020, en UFC Fight Night: Hall vs. Silva. Sin embargo, Paiva se retiró de la pelea el 11 de septiembre citando una lesión de rodilla y Albazi fue removido de la cartelera.
Albazi estaba programado para enfrentar a Zhalgas Zhumagulov en UFC on ESPN: Smith vs. Clark el 28 de noviembre de 2020, pero Zhumagulov se retiró de la pelea por problemas de visa y la pelea fue reprogramado para UFC 257 el 24 de enero de 2021. Albazi ganó la pelea por decisión unánime.
Albazi estaba programado para enfrentar a Ode' Osbourne en UFC on ESPN: Makhachev vs. Moisés el 17 de julio de 2021. Sin embargo, Albazi se retiró de la pelea por razones desconocidas.
Albazi estaba programado para enfrentar a Tim Elliott en UFC on ESPN: Tsarukyan vs. Gamrot el 25 de junio de 2022. Sin embargo, Elliott se retiró de la pelea a mediados de junio por razones desconocidas y la pelea fue cancelada.
Albazi enfrentó a Francisco Figueiredo el 20 de agosto de 2022, en UFC 278. Ganó la pelea por sumisión (rear-naked choke) en el primer asalto.
Albazi estaba programado para enfrentar a Alex Perez el 17 de diciembre de 2022, en UFC Fight Night 216. Sin embargo, Perez se retiró de la pelea y fue reemplazado por Brandon Royval. A fines de noviembre, Royval se retiró de la pelea por una muñeca rota, y fue reemplazado por el debutante Alessandro Costa. Albazi ganó la pelea por KO en el tercer asalto.
Albazi enfrentó a Kai Kara-France el 3 de junio de 2023, en UFC on ESPN 45. Ganó la pelea por decisión dividida.
Albazi estaba programado para enfrentar a Brandon Moreno el 24 de febrero de 2024, en UFC Fight Night 237. Sin embargo, Albazi se retiró por razones no reveladas y fue reemplazado por Brandon Royval.
Se reportó que la pelea entre Albazi y Brandon Moreno había sido reprogramada para el 9 de noviembre de 2024, en la estelar de UFC Fight Night 247. Sin embargo, se anunció oficialmente que la pelea había sido trasladada 2 de noviembre de 2024, en UFC Fight Night 246. Albazi perdió la pelea por decisión unánime.
Albazi está programado para enfrentar a Tatsuro Taira en el evento principal el 2 de agosto de 2025 en UFC on ESPN 71.

## Campeonatos y logros
- Ultimate Challenge MMA
  - Campeonato de Peso Gallo de UCMMA (Una vez)

- FightStar Championship
  - Campeonato de Peso Gallo de FSC (Una vez)

## Récord en artes marciales mixtas
| Récord profesional | Récord profesional | Récord profesional |
| 19 peleas          | 17 victorias       | 2 derrotas         |
| ------------------ | ------------------ | ------------------ |
| Nocaut             | 5                  | 0                  |
| Sumisión           | 9                  | 0                  |
| Decisión           | 3                  | 2                  |

| Resultado | Récord | Oponente             | Método                      | Evento                                      | Fecha                   | Ronda | Tiempo | Localización         | Notas                                      |
| --------- | ------ | -------------------- | --------------------------- | ------------------------------------------- | ----------------------- | ----- | ------ | -------------------- | ------------------------------------------ |
| Derrota   | 17–2   | Brandon Moreno       | Decisión (unánime)          | UFC Fight Night: Moreno vs. Albazi          | 2 de noviembre de 2024  | 5     | 5:00   | Edmonton             |                                            |
| Victoria  | 17–1   | Kai Kara-France      | Decisión (dividida)         | UFC on ESPN: Kara-France vs. Albazi         | 3 de junio de 2023      | 5     | 5:00   | Las Vegas, Nevada    |                                            |
| Victoria  | 16–1   | Alessandro Costa     | KO (golpes)                 | UFC Fight Night: Cannonier vs. Strickland   | 17 de diciembre de 2022 | 3     | 2:13   | Las Vegas, Nevada    |                                            |
| Victoria  | 15–1   | Francisco Figueiredo | Sumisión (rear-naked choke) | UFC 278                                     | 20 de agosto de 2022    | 1     | 4:34   | Salt Lake City, Utah |                                            |
| Victoria  | 14–1   | Zhalgas Zhumagulov   | Decisión (unánime)          | UFC 257                                     | 23 de enero de 2021     | 3     | 5:00   | Abu Dabi             |                                            |
| Victoria  | 13–1   | Malcolm Gordon       | Sumisión (triangle choke)   | UFC Fight Night: Figueiredo vs. Benavidez 2 | 18 de julio de 2020     | 1     | 4:42   | Abu Dabi             | Pelea en peso gallo.                       |
| Victoria  | 12–1   | Ryan Curtis          | Sumisión (kimura)           | Brave CF 29                                 | 15 de noviembre de 2019 | 1     | 2:24   | Madinat 'Isa         |                                            |
| Derrota   | 11–1   | José Torres          | Decisión (unánime)          | Brave CF 23                                 | 19 de abril de 2019     | 3     | 5:00   | Amán                 |                                            |
| Victoria  | 11–0   | Iuri Bejenari        | Sumisión (rear-naked choke) | Bellator 200                                | 25 de mayo de 2017      | 1     | 3:21   | Londres              |                                            |
| Victoria  | 10–0   | Jamie Powell         | Decisión (unánime)          | Bellator 179                                | 19 de mayo de 2017      | 3     | 5:00   | Londres              | Debut en peso mosca.                       |
| Victoria  | 9–0    | Dino Gambatesa       | Sumisión (kimura)           | FightStar Championship 8                    | 10 de diciembre de 2016 | 1     | 4:30   | Londres              | Ganó el Campeonato de Peso Gallo de FSC.   |
| Victoria  | 8–0    | Rafał Czechowski     | Sumisión (rear-naked choke) | Scandinavian Fight Nights 1                 | 4 de junio de 2016      | 2     | N/A    | Solna                |                                            |
| Victoria  | 7–0    | Niko Gjoka           | TKO (slam)                  | Ultimate Challenge MMA 44                   | 5 de septiembre de 2015 | 2     | 2:21   | Londres              | Ganó el Campeonato de Peso Gallo de UCMMA. |
| Victoria  | 6–0    | Ondřej Moravec       | TKO (golpes)                | Bitva Roku 2015                             | 19 de marzo de 2015     | 1     | 4:34   | Praga                |                                            |
| Victoria  | 5–0    | Salih Kulucan        | Sumisión (kimura)           | Ultimate Challenge MMA 41                   | 8 de noviembre de 2014  | 2     | 2:30   | Londres              |                                            |
| Victoria  | 4–0    | Ally McRae           | Sumisión (rear-naked choke) | SFC 3                                       | 10 de octubre de 2010   | 2     | N/A    | Stirling             |                                            |
| Victoria  | 3–0    | Bagandov Murada      | TKO (golpes)                | World Ultimate Full Contact 16              | 4 de septiembre de 2010 | 1     | 3:00   | Viseo                |                                            |
| Victoria  | 2–0    | Andre Batista        | TKO (golpes)                | World Ultimate Full Contact 15              | 22 de agosto de 2009    | 1     | 3:35   | Viseo                |                                            |
| Victoria  | 1–0    | Pavlo Kulish         | Sumisión (rear-naked choke) | World Ultimate Full Contact 15              | 22 de agosto de 2009    | 1     | 0:59   | Viseo                | Debut en peso gallo.                       |